# 황태국
황태국(黃太-)은 황태를 주재료로 한 국이다. 흔히 해장을 위해 먹으며 강원도에 이를 전문으로 한 음식점들이 많다.

## 요리방법
황태에서 깊은 맛이 우러나진 않으므로 조개, 다시마, 황태대가리 등으로 먼저 국물을 만들어 이용하는 게 좋다. 조개와 황태대가리는 오래 끓여도 되지만 다시마는 찬물에 넣어 가열을 하다가 끓기 전에 불을 끄고 한 시간 정도 두어 국물을 낸다. 대부분의 음식점들에서는 L-글루탐산나트륨이나 이것이 이미 들어있는 맛소금 등을 넣는다.
황태를 채로 찢어 납작하게 썬 무와 함께 끓인다. 이때 소금을 넣어야 재료에 간이 밴다. 무가 완전히 익으면 두부와 계란을 풀어 넣고 다시 끓어오르면 파를 잘게 썰어 넣고 뚜껑을 덮어 뜸을 들인다. 그릇에 담은 뒤 참기름을 넣고 후춧가루를 뿌려 먹는다. 이것들을 끓이는 중에 넣으면 향이 많이 소실된다.